# Быстрик (Бердичевский район)
Бы́стрик (укр. Бистрик) — село на Украине, основано в 1593 году, находится в Бердичевском районе  Житомирской области.
Код КОАТУУ — 1820880601. Население по переписи 2001 года составляет 991 человек. Почтовый индекс — 13370. Телефонный код — 041-43. Занимает площадь 3,43 км².

## Адрес местного совета
13370, с.Быстрик, ул. Шевченко, 16